# Curubis
Curubis Simon, 1902 è un genere di ragni appartenente alla famiglia Salticidae.

## Distribuzione
Delle quattro specie oggi note di questo genere, ben tre sono endemiche dello Sri Lanka e una dell'India.

## Tassonomia
A dicembre 2010, si compone di quattro specie:
- Curubis annulata Simon, 1902 — Sri Lanka
- Curubis erratica Simon, 1902[2] — Sri Lanka
- Curubis sipeki Dobroruka, 2004 — India
- Curubis tetrica Simon, 1902 — Sri Lanka